# Botanophila apodicra
Botanophila apodicra este o specie de muște din genul Botanophila, familia Anthomyiidae, descrisă de Feng în anul 1987. Conform Catalogue of Life specia Botanophila apodicra nu are subspecii cunoscute.